# Athyrium arborescens
Athyrium arborescens là một loài thực vật có mạch trong họ Woodsiaceae. Loài này được (Bory) Milde miêu tả khoa học đầu tiên năm 1870.